# Acosmetia
Acosmetia is een geslacht van vlinders van de familie van de Uilen (Noctuidae). De wetenschappelijke naam van dit geslacht is voor het eerst voorgesteld door James Francis Stephens in een publicatie uit 1829.

## Soorten
- A. arida Joannis, 1909
- A. biguttula (Motschulsky, 1866)
- A. caliginosa (Hübner, 1813)
- A. chinensis (Wallengren, 1860)
- A. confusa Wileman, 1915
- A. malgassica Kenrick, 1917
- A. tenuipennis Hampson, 1909

### Status onduidelijk
- A. psamoides Lower